# Bellota wheeleri
Bellota wheeleri là một loài nhện trong họ Salticidae.
Loài này thuộc chi Bellota. Bellota wheeleri được Elizabeth Maria Gifford Peckham & George William Peckham miêu tả năm 1909.